# Crise financière de janvier 2008 à la Société générale
« Affaire Kerviel » redirige ici. Pour les autres significations, voir Kerviel.
La crise financière de janvier 2008 à la Société générale comprend l'affaire Kerviel et les pertes associées à la diffusion mondiale de la crise des subprimes par les produits dérivés.
Le 24 janvier 2008, le président de la Société générale, Daniel Bouton, annonce une fraude de 4,82 milliards, due à un seul opérateur de marché qui aurait créé « une entreprise dans l'entreprise », dont le nom sera connu plus tard, Jérôme Kerviel ; et pour 2,1 milliards de dépréciations d'actifs (CDO) dues à la crise des subprimes.
L'affaire Kerviel connaît un développement médiatique et judiciaire sur de nombreuses années mettant en avant les risques bancaires et les failles de sécurité des contrôles internes.
Le montant des positions secrètes prises par Jérôme Kerviel pour engendrer ces pertes serait de 50 milliards d'euros, somme qui atteint 1,7 fois le montant des fonds propres de la banque qui s'élevaient à 30,7 milliards d'euros.
En même temps, la société communique une estimation des résultats de son exercice 2007 de 900 millions d'euros et annonce une augmentation de capital de 5,5 milliards d'euros destinés à couvrir son manque de fonds propres.
Si on impute à Jérôme Kerviel la responsabilité de la perte de 4,82 milliards enregistrée à l'issue de la liquidation de ses positions, celle-ci serait la fraude la plus élevée de tous les temps qui ait été causée par un « rogue trader », employé d'un établissement financier. Le trader est reconnu coupable par le tribunal correctionnel de Paris le 5 octobre 2010. 
Dans une lettre au secrétaire général de l'AMF Gérard Rameix, la présidente de l'Association de défense des actionnaires minoritaires, Colette Neuville, s'est étonnée du décalage entre l'estimation faite par la banque en septembre de ses pertes liées à la crise des subprimes et l'annonce en janvier 2008, au moment de la révélation des « pertes Kerviel » de 2,05 milliards d'euros de nouvelles dépréciations d'actifs.

## Mécanisme de la fraude et chronologie de la crise

### Le mécanisme de la fraude
L'activité de trading ou d'arbitrage, officiellement pratiquée par le trader, ne consiste pas à parier sur la hausse ou la baisse du marché (ce que l'on appelle une position directionnelle), mais à simultanément prendre deux positions en sens inverses devant globalement s'annuler, insensibles aux variations du marché, mais permettant seulement un faible gain à la marge. Comme l'explique la Société générale, « Ces écarts de valeur étant le plus souvent à la fois faibles et temporaires, de telles activités d'arbitrage supposent que les opérations réalisées soient très nombreuses et puissent porter sur des nominaux importants ».
Il s'agit simultanément d'acheter un produit ou un portefeuille A et de vendre un produit ou un portefeuille B aux caractéristiques très proches pour ne gagner que sur cette très légère différence. Dans le cas de la fraude, si l'achat du portefeuille A était bien réel, la vente, ou certains éléments, du portefeuille B étaient cependant fictifs, selon l'explication de la Société générale. Par conséquent, le trader se retrouvait avec une position A non couverte et « directionnelle », c'est-à-dire vulnérable aux variations du marché.
En 2007, Kerviel investit sans autorisation deux fois 30 milliards, pour un gain de 1,4 milliard qu'il parvient, selon ses propres dires, à dissimuler à sa hiérarchie.
La banque s'est retrouvée au cours du week-end du 19-20 janvier 2008 avec une position ouverte de 50 milliards d'euros, misant globalement sur la hausse du marché. Plus précisément, au 20 janvier, ces positions se composaient de 30 milliards d'euros de futures sur l'indice Eurostoxx, de 18 milliards d'euros sur l'indice DAX et de 2 milliards d'euros sur l'indice FTSE.
Les 20 février et 23 mai 2008, la Société générale a rendu public et mis en ligne sur son site web deux rapports de son inspection générale qui détaillent avec minutie tous les échanges avec les services de contrôle et les mécanismes ayant permis la fraude. La conclusion la plus importante du premier rapport est la suivante :

« L’Inspection générale considère que les contrôles prévus par les fonctions de support et de contrôle ont dans l’ensemble été effectués et menés conformément aux procédures, mais n’ont pas permis d’identifier la fraude avant le 18 janvier 2008. L’absence d’identification de la fraude jusqu’à cette date peut s’expliquer d’une part par l’efficacité et la variété des techniques de dissimulation utilisées par le fraudeur, d’autre part par le fait que les opérateurs n’approfondissent pas systématiquement leurs vérifications, enfin par l’absence de certains contrôles qui n’étaient pas prévus et qui auraient été susceptibles d’identifier la fraude. L’Inspection générale s’interdit d’émettre des conclusions à ce stade quant à la responsabilité de la hiérarchie front-office de l’auteur de la fraude, compte tenu de l’enquête judiciaire en cours qui ne lui a pas permis de rencontrer l’ensemble des protagonistes. À ce stade des investigations, aucune preuve de détournement ou de complicité interne ou externe (c'est-à-dire de l’existence d’un tiers ayant consciemment aidé l’intéressé à dissimuler ses agissements) n’a été constatée. Les investigations se poursuivent, notamment sur un périmètre plus large que celui des activités de l’auteur de la fraude. »

Le rapport de synthèse du 20 mai 2008 évoque toutefois « des indices de complicité interne, celle d’un assistant trader, agent du « middle office opérationnel » dédié à l’activité de JK ».

### La vente à perte des positions (21-23 janvier)
Selon les dirigeants de la Société générale, la position frauduleuse a commencé à être détectée par les services de contrôle le vendredi 18 janvier, le trader aurait reconnu « avoir commis des irrégularités » le samedi 19 janvier, et « l'exposition totale est entièrement connue » dimanche 20 janvier.
Le dimanche 20, Daniel Bouton, président de la Société générale, informe les autorités de tutelle, c'est-à-dire le gouverneur de la Banque de France et le secrétaire général de l'AMF, et informe le Comité des Comptes de la banque qu'il a décidé de liquider les positions dangereuses au plus vite, et de reporter les annonces des résultats annuels qui étaient programmées pour le lendemain.
Du lundi 21 au mercredi 23, un trader unique est chargé de la liquidation des positions accumulées par Jérôme Kerviel. Compte tenu de la vive baisse des indices boursiers sur cette période, l'opération se conclut par une perte que la Société générale estime à 4,82 milliards d'euros.
En réalité, l'enquête a fait apparaître que la perte avait été de 6,3 milliards, desquels la banque a soustrait le 1,4 milliard de bénéfice que les positions de Jérôme Kerviel avaient fait gagner à la banque et qui avaient été pris en compte dans le bilan arrêté au 31 décembre 2007.
La Société générale a obtenu du ministère des finances de réintégrer les pertes faites en février 2008 dans le bilan de 2007, ainsi que le remboursement des impôts payés.
La banque a souhaité vendre les positions avant d'alerter la justice et le public. En effet, si le marché avait été informé plus tôt et avait décidé de jouer contre les positions de la Société générale, la perte aurait pu être, selon Daniel Bouton, « dix fois pire ». Elle aurait donc absorbé plus que les fonds propres de la banque.
Cependant, si la Société générale avait revendu ses titres sur plus long terme, les pertes auraient peut-être été plus importantes.
Une enquête de l'AMF a conclu que le secret sur la fraude elle-même a été bien gardé jusqu'à ce que l'information soit rendue publique. Cependant, des rumeurs de dépréciation d'actifs, et même de faillite, ont circulé sur le marché boursier du 18 janvier (au moins) au 23 janvier, relayées par la presse spécialisée. Ces rumeurs étaient liées aux dépréciations relatives au marché des subprimes.

### L'annonce publique de la fraude (24 janvier)
C'est le jeudi 24 au matin, une fois toutes les positions liquidées, que les dirigeants de la banque informent le public de l'ensemble des pertes récentes, tant celles liées à la fraude que celles dues à la dépréciation de créances liée à la crise des subprimes et déposent leur plainte.
Après s'être volontairement rapproché des services policiers le 26 janvier, Jérôme Kerviel a été mis en examen le 28 notamment pour « abus de confiance », « faux et usage de faux » et laissé en liberté sous contrôle judiciaire contre l'avis du parquet.
Mais le parquet a fait appel de la décision, justifiant sa demande d'incarcération par la nécessité de ne pas communiquer avec d'éventuels complices, ce qui était d'autant plus étonnant que la banque affirmait qu'il avait agi seul.
La veille de l'audience, le courtier d'une ancienne filiale de la Société générale a été mis en garde à vue, et des messages SMS échangés entre lui et Jérôme Kerviel avant sa mise à pied ont été communiqués au parquet par la Société générale. Leur publication par plusieurs journaux le matin de l'audience a donné à penser à la cour d'appel que les soupçons du parquet étaient fondés, et qu'il y avait lieu de l'incarcérer. Le lendemain, le prétendu complice a été libéré de sa garde à vue, et aucune accusation n'a été retenue contre lui par le parquet financier : il passait effectivement des opérations de Jérôme Kerviel, mais tout était fait régulièrement avec les autorisations de la Société générale.

## Les conséquences pour la banque
Cette perte de 4,9 milliards d'euros, cumulée à celle de 2,1 milliards liées aux subprimes, met la banque en situation de devoir reconstituer ses fonds propres en prévoyant une augmentation de capital dont elle compte obtenir 5,5 milliards d'euros.
En plus de la mise à pied de Jérôme Kerviel, la banque aurait pris des sanctions contre plusieurs managers dont Luc François, le patron du pôle actions et dérivés, et Pierre-Yves Morlat, responsable du trading actions. Est également affecté Jean-Pierre Lesage, responsable des Ressources de SG CIB. Par ailleurs, Christophe Mianné est rétrogradé au poste de responsable du pôle actions et dérivés, fonction qu'il occupait jusqu'en décembre, Luc François n'étant à cette date que responsable du trading actions. En décembre, M. Mianné avait été promu à la tête de l'ensemble des activités de marché.
La perte a entraîné la remise en cause (par les médias et certains hommes politiques notamment) de la crédibilité du président de la Société générale Daniel Bouton. Si le conseil d'administration du 30 janvier 2008 l'a maintenu dans ses fonctions, un Comité spécial d’administrateurs indépendants a été créé afin de contrôler la gestion de cette crise (enquête, mise en place de mesures internes, qualité de l'information donnée par la banque, etc.). Ce comité comprend trois personnes : Jean-Martin Folz (président), Jean Azéma et Antoine Jeancourt-Galignani.
La crise a mis la Société générale en position de vulnérabilité face aux banques qui pourraient souhaiter la racheter. La BNP Paribas a fait part de son intérêt, avec l'appui du gouvernement, qui préfère éviter le rachat par une banque non française. La Commission européenne demande au gouvernement de rester neutre face aux différentes offres pouvant apparaître. Daniel Bouton déclare vouloir préserver l'indépendance de la Société générale.
En 2010, la Société générale bénéficie d'une déduction d'impôts de 1,147 milliard d'euros grâce au dispositif fiscal du « carry-back » introduit dans le droit français en 1984 et qui permet de constater une créance d'impôt sur l'État égale au taux d'impôt sur les sociétés, conçu pour les entreprises en pertes. Cette opération fiscale qui a permis à la banque de déduire de ses impôts une partie de la perte de 4,9 milliards d'euros fait polémique, d'autant plus que l'administration fiscale aurait pu lui refuser cette déduction fiscale selon une jurisprudence qui concernait Alcatel CIT : le fisc pouvait remettre en cause ce mécanisme dans le cas où une carence manifeste dans la mise en œuvre des dispositifs de contrôle de la banque serait à l'origine, directe ou indirecte, des détournements, carences pourtant relevées dans les conclusions du rapport de la commission bancaire en 2008.

## Points controversés

### Le partage des responsabilités
Plusieurs experts des marchés financiers ont exprimé leurs doutes quant à la capacité d'un homme seul à effectuer des opérations frauduleuses de cette ampleur, certains en exigeant l'anonymat, et la plupart en acceptant d'être cités nommément.
Du côté de la Société générale, si Jean-Pierre Mustier déclarait le 24 janvier être « convaincu » de l'absence de complicité « compte tenu de la méthode utilisée » il était un peu plus nuancé lors d'une conférence téléphonique du 27, déclarant alors seulement que « À ce stade, rien ne nous permet de dire qu'il a bénéficié de complicités, tant internes qu'externes », mais « je ne peux pas vous assurer à 100 % qu'il n'a pas eu de complicités ».
Sans nier l'irrégularité de ces pratiques, Jérôme Kerviel fait état d'une tolérance de sa hiérarchie, du fait que ces opérations étaient faites pour le compte de la société, que les opérations étaient ensuite validées par la chambre de compensation et qu'il a plusieurs fois été gratifié de commissions pour des opérations en dépassement en 2005-2006. 
Ce fut le cas en particulier du Monde, qui y a consacré une page. Le trader s'y défend en mettant en relief que, selon lui, sa hiérarchie (et notamment ses deux supérieurs hiérarchiques immédiats) avait tacitement approuvé son comportement ; il déclare ainsi « Je ne peux croire que ma hiérarchie n'avait pas conscience des montants que j'engageais, il est impossible de générer de tels profits avec de petites positions. Ce qui m'amène à dire que lorsque je suis en positif ma hiérarchie ferme les yeux sur les modalités et les volumes engagés. Au titre d'une activité normale, un trader ne peut générer autant de cash. » Il rappelle qu'à plusieurs occasions des alertes auraient pu et dû amener sa hiérarchie à mettre le holà à ses activités spéculatives. 
« Dès début avril, P. B. et M. R. sont avisés par mail du service comptable (…). La seule chose qui me soit dite est de me débrouiller pour régulariser. Ils n'interviennent pas », a expliqué le trader aux enquêteurs de la brigade financière.
« Les autres alertes qui leur parviennent par la suite ne les font pas réagir pour autant, c'est donc que cela les arrangeait. Au début comme à la fin de mes manœuvres, ils n'ont pas voulu intervenir. Nous faisons eux et moi le même métier. Ils en connaissent les rouages », a-t-il ajouté.
L'avocat de la Société générale, maître Jean Veil, interrogé le 29 janvier sur RTL déclarait à propos de la libération conditionnelle de Jérôme Kerviel « Quand on est interrogé par des policiers ou par des juges, on a le droit de mentir. Par conséquent, je constate que M. Kerviel ne s'en prive pas ». Ce que les avocats de Jérôme Kerviel ont aussi implicitement reproché à la banque, puisque selon l'AFP, le 27 janvier 2008, « Les avocats de M. Kerviel ont déclaré par téléphone que leur client n'avait « commis aucune malhonnêteté », accusant la banque de vouloir « élever un écran de fumée » pour masquer ses pertes ».
Jérôme Kerviel se tient à l'écart de la presse, a dit mardi à des journalistes Me Élisabeth Meyer, son avocate, selon qui « il est complètement écrasé par la médiatisation de cette affaire ».
Les différentes interrogations exprimées ignorent en fait les détails des mécanismes de la fraude publiés par la Société générale dans un rapport, rendu public, de son inspection générale. Ce rapport lève les doutes exprimés ci-dessus.

### La qualité du contrôle à la Société générale
Un « accident » d'exploitation aussi colossal n'a pu manquer de lancer des spéculations sur les insuffisances des mécanismes de sécurité en place à la Société générale.
Pour schématiser, cinq positions ont coexisté ou se sont succédé
- M. Christian Noyer, gouverneur de la Banque de France : «les contrôles à la Société générale n'ont « pas fonctionné comme ils auraient dû » et « n'ont pas fait l'objet d'un suivi approprié », a jugé le gouverneur de la Banque de France Christian Noyer lors de son audition mercredi par la commission des Finances du Sénat sur la fraude reprochée au courtier Jérôme Kerviel. «Les premiers constats faits par l'inspection que j'ai diligenté la semaine dernière me paraissent montrer que tous les contrôles permanents au sein de la Société générale ne semblent pas avoir fonctionné comme ils auraient dû. Ceux qui ont fonctionné n'ont sans doute, pas toujours fait, l'objet d'un suivi approprié », a dit le gouverneur de la Banque de France et président de la Commission bancaire. M. Noyer a expliqué aux sénateurs qu'il ne pouvait tirer de conclusions définitives tant qu'il n'aurait pas reçu le rapport complet de ses inspecteurs. Mais « il est clair que nous devons nous concentrer sur les raisons pour lesquelles les anomalies, les dysfonctionnements n'ont pas été repérés, analysés, remontés à un niveau suffisant, traités, suivis pendant toute cette période », a-t-il ajouté[35].

- Les représentants de la Banque, parlent d'un concours de circonstances tout à fait exceptionnel, qui aurait pu toucher un autre acteur du marché. Ainsi Daniel Bouton, dans un entretien donné au Figaro le 25 janvier[36] compare-t-il la situation à un « incendie volontaire, qui aurait détruit une grosse usine d'un groupe industriel ». Selon Le Canard enchaîné du 30 janvier, des dirigeants de la banque auraient néanmoins reconnu « en privé » que « l'affaire Kerviel n'aurait pas été possible sans un grave dysfonctionnement de nos systèmes de contrôle »[37] ;

- Les journalistes et observateurs indépendants pointent diverses insuffisances du contrôle, parfois en termes sévères[38] ;

- Le jeune trader mis en examen, affirme qu'il n'a pas d'ordre écrit limitant le montant de ses engagements, qu'il est conscient de dépasser de façon importante, mais qu'au moins cinq autres traders dépassent de plusieurs milliards leur cadre et que leur hiérarchie leur donnait tacitement le feu vert ;

De fait, la banque indique que les engagements de Jérôme Kerviel sont limités à 125 millions, mais l'enquête des services de la banque de France ont confirmé que Jérôme Kerviel avait pris des engagements pour 30 milliards d'euros courant 2007, et qu'en juin il avait une perte de 2,2 milliards d'euros. Mais que le 31 décembre 2007, le solde des transactions de M. Kerviel avait produit un bénéfice de 1,4 milliard d'euros qui avaient été pris en compte dans l'exercice 2007.
Le 22 février, le journal Capital informe que les cinq traders dont Jérôme Kerviel a indiqué qu'ils étaient aussi en dépassement de plusieurs milliards ont été identifiés et seront prochainement entendus par la Brigade financière. Il leur sera demandé s'ils utilisaient aussi de faux e-mails pour dissimuler leur activité.
- L'Inspection générale de la Société générale dans son rapport de synthèse de la mission Green du 20 mai 2008 a relevé qu'il n'existait « pas sur ce périmètre de contrôle sur les transactions annulées ou modifiées, ni sur les transactions à départ différé, ni sur les transactions avec des contreparties techniques, ni sur les nominaux élevés en position, ni sur les flux non transactionnels en cours de mois, autant d’analyses qui auraient probablement permis d’identifier la fraude ». Figurent en annexe de ce rapport un certain nombre de Focus établissant l'insuffisance des systèmes de contrôle et la carence de ceux existant. Ainsi le Focus no 13 intitulé Une analyse approfondie des informations disponibles relatives à la trésorerie aurait pu permettre de détecter la fraude fait ressortir que les soldes importants de trésorerie générés par l'activité de Jérôme Kerviel « depuis mars 2007 sont sans rapport avec le mandat de trading confié à JK (market making (9) et arbitrage (10) sur les produits Turbos en France, Finlande, Suède et au Royaume-Uni) »[43].

### Durée des activités irrégulières et réaction aux alertes
Il n'est pas contesté que Jérôme Kerviel ait commencé à prendre des positions irrégulières, longtemps avant le mois de janvier 2008, même si l'on dispose de deux versions discordantes, quant au début de ces dérapages : Fin 2006 pour la Société générale, dès la fin 2005 selon Jérôme Kerviel ; cette version de Jérôme Kerviel est confirmée par le rapport de synthèse de la mission Green du 20 mai 2008 de l'Inspection générale de la Société générale. L'Inspection générale de la banque relève, en effet, que les premières positions irrégulières ont été prises sur le titre Allianz autour du mois de juillet 2005.
On sait également que la Société générale a reçu, à plusieurs reprises, des alertes d'Eurex, le marché à terme allemand, sans pour autant mettre fin aux irrégularités commises par leur trader. Le Canard enchaîné du 30 janvier 2008 fait ainsi état de trois alertes successives (en 2005, 2006 et novembre 2007). La troisième aurait selon l'hebdomadaire satirique conduit Jérôme Kerviel à justifier de la couverture de ces risques par la production d'un faux document, qui aurait suffi à rassurer les autorités chargées du contrôle ; l'alerte de novembre 2007 est corroborée par les déclarations du procureur de la République du 28 janvier 2008, ainsi que par le rapport de synthèse de la mission Green du 20 mai 2008 qui précise que la Société générale « s’est borné à communiquer les explications du trader ». Notons que dans ses conclusions intermédiaires au 20 février 2008 de son rapport de synthèse de la mission Green l'Inspection générale de la Société générale a relevé que différents services de la banque avaient déclenché « sur le périmètre de JK », 2 alertes en 2006 et 46 en 2007.

### Sécurité des systèmes informatiques
La Société générale assure que le trader, pour camoufler ses opérations spéculatives, a « usurpé des identités en se servant des codes d’accès informatiques, appartenant à d'autres opérateurs, afin d'annuler certaines opérations ». Jérôme Kerviel ne conteste pas avoir utilisé des comptes qui n'étaient pas les siens, disant avoir « emprunté » les mots de passe de certains collègues. La question qui reste ouverte est de savoir si M. Kerviel passait des écritures dans la comptabilité de la banque ou pas, c'est-à-dire sur les vrais engagements et les vrais paiements. Car c'est sur elle que portent les contrôles, pas sur les tableurs internes au service.

### Limites de trading pour un employé individuel
Des commentateurs se sont particulièrement étonnés de ce qu'un employé isolé soit autorisé à passer des écritures de contrepartie en comptabilité, à prendre des engagements d'un montant si élevé (une cinquantaine de milliards d'euros). Ainsi un « concurrent » cité par le Financial Times souligne-t-il qu'un tel montant d'engagements ne le surprendrait pas s'il était confié à une équipe, mais ne lui paraît pas raisonnable pour un employé moyennement expérimenté ; Le Figaro du 28 janvier cite d'ailleurs un représentant de la Société générale qui lui déclare : « La première leçon est de mettre en place un système de contrôle qui porte sur la taille nominale de toutes les opérations d'arbitrage ».

### L'opportunité du désengagement en conditions difficiles
Lorsque le système de fraude a été découvert, la perte enregistrée était significativement plus faible que les 4,8 milliards d'euros auxquels elle s'est conclue in fine.
Dans un article polémique publié le 27 janvier par le Financial Times, Frank Partnoy, professeur de droit à l'université de San Diego les estime à 1,5 milliard d'euros. 
Le procureur de la République de Paris du 28 janvier, dans ses déclarations à la presse du 28 janvier sur le site du Nouvel Observateur les estime lui à zéro, mais en reprenant des informations qui lui ont été fournies par la Société générale et n'ont jamais été publiées ou déclarées, ce qui rend leur vérification difficile. 
Le président de la banque, Daniel Bouton a rappelé que « Si une guerre avait éclaté lundi ou si les marchés avaient chuté de 30 %, la Société générale risquait le pire avec une telle exposition ». Il a surtout rappelé l'évidence : les fuites auraient tôt ou tard averti les spéculateurs que la banque devrait, tôt ou tard, vendre cette position, avec le risque que ces spéculateurs ne tentent d'anticiper la vente. 
La banque a donc préféré déboucler les positions au plus vite du lundi au mercredi suivant, mais jouant alors de « malchance » (selon les termes de Daniel Bouton) avec la chute des bourses en ce début de semaine, ce qui a conduit à la perte record de près de cinq milliards d'euros. En revanche, les conseils de Jérôme Kerviel tentent de défendre son image en attribuant la perte à cette décision de gestion qu'ils estiment calamiteuse, dénonçant « les conditions volontairement précipitées et tout à fait anormales » dans lesquelles la banque « a liquidé des positions qui auraient pu se redresser avec le temps ».

### Les conséquences sur les marchés financiers
Certains commentaires de presse ont vu dans la forte chute des marchés intervenue le lundi 21 janvier 2008 (une chute de 6 % en moyenne des actions européennes,, la plus forte baisse depuis le 11 septembre 2001) la main de la Société générale, en comparant la taille de la position de la banque et les volumes d'échanges moyens sur les trois marchés dont elle s'est désengagée.
La Société générale s'en défend, soulignant d'une part que la chute des cours des actions sur les marchés asiatiques a précédé le début des opérations de débouclage de ses positions sur trois indices européens, et d'autre part que les ventes nécessaires n'ont jamais excédé 8 % des transactions journalières sur aucun des trois marchés concernés, ce qui en fait était une contrainte règlementaire et explique que la liquidation ait pris, fait exceptionnel, trois jours.
De son côté, la Federal Reserve américaine a démenti jeudi 24 janvier avoir été informée de cette fraude lorsqu'elle a procédé à l'importante baisse de taux d'intérêt (75 points de base) du mardi 22 janvier.

### Les conséquences pour la gouvernance des banques
Une analyse approfondie des causes de l’affaire Kerviel montre des défaillances de la gouvernance des banques : dans un cahier de recherche consacré à celle-ci publié dans la Revue française de gouvernance d’entreprise Éric Pichet identifie les défaillances des mécanismes de gouvernance, et conclut à la nécessité d’améliorer significativement la gouvernance des grands établissements financiers en :
- rattachant le contrôle interne des grandes banques non pas au dirigeant, mais au conseil d’administration
- en renforçant la compétence du conseil d’administration dans le domaine des marchés financiers
- en instaurant systématiquement des comités spécialisés au sein du conseil d’administration, notamment un comité stratégique et un comité des risques.

## Suites judiciaires

### Actions publiques
Le 24 janvier 2008, une enquête administrative de la Commission bancaire, l'organe de contrôle des banques qui dépend de la Banque de France, est déclenchée pour connaître les causes de la fraude de 4,9 milliards dont fait état Daniel Bouton.
Le lendemain, le Premier Ministre demande par ailleurs à Bercy un rapport, qui identifiera cinq à six défaillances dans les systèmes de contrôle de la Société générale, pour l'essentiel au niveau subalterne du middle office. Le rapport souligne que les outils de contrôle ont paradoxalement fonctionné, mais que la banque n'a pas tenu compte des signaux, citant notamment l'exemple des alertes envoyées par le marché à terme allemand Eurex.
Le rapport ne précise pas si les achats et les ventes de warrants sur lesquels Jérôme Kerviel a pris des options ont réellement été achetés et vendus, et figuraient dans la comptabilité sur laquelle portent les contrôles.
Le 3 juillet 2008, la Commission bancaire inflige à la Société générale un blâme et une amende record de 4 millions d'euros pour des carences graves du système de contrôle interne. Elle remarque que « les défaillances relevées, en particulier les carences des contrôles hiérarchiques, se sont poursuivies pendant une longue période, à savoir l'année 2007, sans que le système de contrôle interne n'ait permis de les déceler et de les corriger ».
Le même jour, le Parquet de Paris ouvre une information préliminaire pour « fraude massive présumée qui a coûté 4,9 milliards d'euros à la Société générale » et demande au parquet de Nanterre de se dessaisir en sa faveur pour informer sur les trois premières plaintes.

### Plaintes contre la Société générale
- Le 22 janvier, une première plainte contre X par un petit porteur pour « abus de confiance, escroquerie, faux et usage de faux, complicité et recel » [65];
- Le 23 janvier, une plainte est déposée par l'Association des petits porteurs actifs (APPAC) pour « diffusion de fausses informations ou trompeuses ayant agi sur le cours de Bourse des titres »[66].
- Le 28 janvier, une autre plainte est déposée par l'APPAC pour « délit d'initié » et « manipulation de cours » contre la Société générale et Robert A. Day, administrateur de la banque depuis 2002, pour avoir vendu les 9 et 10 janvier 2008, lui pour 85,7 millions et les Robert A. Day et Kelly Day Foundations pour 8,63 millions et près de 960 000 euros d'actions. L'action de la Société générale qui prenait 0,17 % de hausse à 85,94 euros le 7 janvier, a perdu alors plus de 22 % de sa valeur entre la clôture du 9 janvier et celle du vendredi 18 janvier[67].
- L'association de défense des actionnaires minoritaires (ADAM) se joint à cette plainte.
- En juillet 2014, une information judiciaire pour « faux, usage de faux » et « escroquerie au jugement » est ouverte après plusieurs plaintes déposées contre la banque par son avocat David Koubbi [68].
- En janvier 2016, le parquet de Paris a requis un non-lieu à l’issue de l’enquête sur les plaintes pour « faux et usage de faux » et « escroquerie au jugement » déposées par Jérôme Kerviel contre la Société générale [69].

### Plainte de la Société générale
La banque a déposé une plainte le 24 janvier 2008 après-midi à l'encontre de son courtier Jérôme Kerviel pour « faux en écriture de banque, usage de faux en écriture de banque et piratage informatique » auprès du Tribunal de Nanterre, le site de La Défense de la Société générale dépendant de cette juridiction.
Convoqué le samedi 26 janvier, Jérôme Kerviel se présente spontanément en début d'après-midi à la police. Il est immédiatement placé en garde à vue. Le lundi 28 janvier, au terme de sa garde à vue Jérôme Kerviel est déféré au parquet « pour faux et usage de faux », « introduction dans un système automatisé de données informatiques », « abus de confiance aggravé par le caractère professionnel de l'auteur » et « tentative d'escroquerie ».
Le 28 janvier, à l'issue d'une garde à vue de 48 heures, il est présenté avant 13H00 au pôle financier avec une demande d'inculpation par le Parquet de Paris de « tentative d'escroquerie » (art. 313-1), « faux et usage de faux », « abus de confiance aggravée », et d'« atteinte à un système de données informatiques ». Sa détention provisoire est demandée afin de « protéger le suspect des risques de pression » jusqu'au procès,.
Mais les juges d'instruction chargés de l'affaire, M. Renaud Van Ruymbeke et Françoise Desset, n'ont pas suivi le parquet et ouvert l'instruction, en ce qui concerne Jérôme Kerviel, pour un simple « abus de confiance » (art. 314-1), pour « faux et usage de faux » en écriture privées (art. 441-1) et pour « introduction dans un système informatisé de traitement automatisé de données informatique » (art. 323-1).
Une dépêche de l'AFP du même jour précise que « au titre du contrôle judiciaire, M. Kerviel ne peut pas quitter le territoire, entrer en relation avec des salariés de la Société générale et exercer toute activité professionnelle ayant trait aux marchés financiers » et donne diverses réactions :
M. Daniel Bouton le qualifie de « fraudeur formidablement dissimulateur ».
Le président Nicolas Sarkozy estime qu'une telle crise « ne peut pas rester sans conséquence s'agissant des responsabilités, y compris au plus haut niveau ».
M. Jean-Claude Marin, procureur de la République, qui exigeait la mise en détention immédiate de Jérôme Kerviel jusqu'à la date du procès, décide de faire appel de celle de remise en liberté à l'issue de la garde à vue.
Il apparaît des dépositions faites au cours de l'enquête préliminaire et rapportées par M. Jean-Claude Marin, que M. Kerviel n'a soustrait aucune somme d'argent, mais qu'il a engagé des fonds de la banque au-delà du seuil auquel il était autorisé, en abusant certaines procédures de contrôle avec de fausses informations, mais sans sortir du cadre de ses fonctions. Que les profits ou les pertes générés par ces dépassements qui ont commencé à intervenir dès 2005-2006, étaient acquis à la banque, et qu'elle en a plusieurs fois tenu compte pour le calcul de ses rémunérations. Que, c'est pour augmenter sa part de rémunération professionnelle, que M. Kerviel a pris plus de risques. 
Pour Me Élisabeth Meyer, avocate de l'accusé, il n'est plus question des fraudes et de l'escroquerie reprochées par M. Bouton. La question qui reste à déterminer, est celle de savoir dans quelle mesure le caractère pénal des fautes reprochées à M. Kerviel s'applique à des procédures et à des documents internes à une entreprise dans le cadre des relations entre employés, et dans quelle mesure ces pratiques étaient courantes et ont été tolérées, ratifiées voire encouragées plusieurs fois par ses supérieurs hiérarchiques. Auquel cas, il ne s'agirait pas de fautes pénales, mais de fautes professionnelles sanctionnables, en fonction de l'appréciation de leur gravité, par un licenciement.
Après avoir été placé le 8 février 2008, en détention par ordonnance de la chambre de l'instruction de la cour d'appel de Paris, Jérôme Kerviel est remis en liberté à la mi-mars 2008.
Le 5 octobre 2010, le tribunal correctionnel de Paris le déclare coupable d'abus de confiance, d'introduction frauduleuse de données dans un système automatisé et de faux et usage de faux et le condamne à cinq ans de prison dont deux ans assortis du sursis, ainsi qu'à rembourser 4,9 milliards d'euros de dommages et intérêts à la Société Générale ; Jérôme Kerviel fait appel de la décision.
Par un arrêt du 24 octobre 2012, la Cour d'appel de Paris confirme en tous points le jugement de première instance.
Le 19 mars 2014, la cour de cassation confirme la condamnation de Jérôme Kerviel à la prison mais casse les dommages et intérêts de 4,9 milliards d'euros ce qui promet une poursuite du feuilleton judiciaire.

### Plainte pour concussion
L’administration fiscale a notifié un redressement fiscal d’un montant de 2,2 milliards d’euros à la Société générale, « au printemps » 2017, afin de tenir compte de la part de responsabilité de la banque dans l’affaire Kerviel, écrit Le Canard enchaîné,,.
Une plainte contre X sur l’octroi contesté du crédit d’impôt de 2,2 milliards d’euros à la Société générale, est déposée le 6 février 2019, avec constitution de partie civile, par Julien Bayou d’Europe Écologie Les Verts (EELV).
Anticor se constitue partie civile le 18 mai 2020 dans l'information judiciaire ouverte pour «concussion» sur le volet fiscal de la Crise financière de janvier 2008 à la Société générale appelé aussi «Affaire Kerviel»,.